# Югорський ВТТ та будівництво 300
Югорський ВТТ та будівництво 300 (рос. ЮГОРСКИЙ ИТЛ И СТРОИТЕЛЬСТВО 300, Югорлаг, Строительство 300) — підрозділ системи виправно-трудових установ СРСР, оперативне керування якого здійснювало Головне Управління таборів залізничного будівництва (ГУЛЖДС).
Час існування: організований 12.03.41; закритий між 17.08.42 і 09.01.43.
Дислокація: Архангельська область, Ненецький нац.округ, сел. Хабарово.

## Історія
Підрозділ створено одночасно с Заполярним ВТТ і будівництвом 301.
На кінець IV кв. 1941 в Югорлаг прибуло з інших таборів 5723 з/к, з них 525 померли; за іншими даними, з 15.07.41 по 15.11.41 в Югорлаг вивезено 14000 з/к.

## Виконувані роботи
- буд-во порту і суднобудівельного з-ду в сел. Хабарово,
- зимника і залізниці з боку Югорський Шар.